# 구별
구별은 근본적인 철학적 추상화로서 차이에 대한 인식을 포함한다.
고전철학에는 사물을 구별하는 방법이 다양했다. 오목과 볼록의 차이와 같은 단지 논리적이거나 가상적인 구별은 두 가지 정의에 대한 정신적 이해를 포함하지만, 다른 관점에서 보면 오목한 선은 볼록한 선이 되기 때문에 마음 밖에서는 실현될 수 없다. 다람쥐가 라마와 구별되는 경우(다람쥐는 라마가 아니며 라마도 다람쥐가 아니기 때문이다)처럼 실제 구별에는 존재론적 분리 수준이 포함된다. 따라서 실제 구별은 단지 개념적인 구별과 다르다. 실제 구별에서는 용어 중 하나가 다른 하나가 실현되지 않은 채 실제로 실현될 수 있다는 점이다.
이후의 발전에는 둔스 스코투스(Duns Scotus)의 형식적 구별이 포함되는데, 이는 논리적 구별과 실제 구별 사이에 중개자가 있어야 한다는 이전 저자의 인식에서 부분적으로 발전했다.
서양 철학의 역사와 관련된 몇 가지 차이점은 다음과 같다.
- 필연성과 우발성
- 귀납 및 연역

## 현대 사상에서의 구별

### 분석-종합 구분
영국 경험론자들은 칸트 이전에 이러한 구별을 기대했지만(그리고 더 나아가 스콜라주의 사상에서는) 이 용어를 도입한 사람은 칸트였다. 구별은 주어와 술어의 관계에 관한 것이다. 분석적 주장은 "모든 몸체가 확장된다."에서와 같이 주어가 술어를 포함하는 주장이다. 종합적인 주장은 "모든 사건이 발생한다"와 같이 두 가지 개념을 하나로 묶는다. 이러한 구별은 최근 W.V.O. 콰인에 의해 논문 "경험주의의 두 독단"에서 의문이 제기되었다.

### 아 프리오리와 아 포스테리오리
구별의 기원은 덜 명확하며 지식의 기원과 관련이 있다. 사후 지식은 경험에서 발생하거나 경험에 의해 발생한다. 선험적 지식은 경험 후에 일시적으로 올 수 있지만 그 확실성은 경험 자체에서 파생되지 않는다. 솔 크립키는 분석적 사후 지식 주장이 있다고 제안한 최초의 주요 사상가였다.

## 같이 보기
- 사용-언급 구분
- 타입-토큰 구별